# Pré-Alpes Eslovenos orientais
Os Pré-Alpes Eslovenos orientais (em italiano:  Prealpi Slovene orientali e em eslovaco:  Vzhodne Slovenske Predalpe), são uma cordilheira dos Alpes que se encontram na Eslovénia. O ponto mais alto é o  Monte Kum com 1.220 m.

## Localização
Os Pré-Alpes Eslovenos orientais encontram-se a Este de Liubliana, na região histórica de Posavje e dos montes com o mesmo nome que fazem fronteira com a Croácia.

## SOIUSA
A Subdivisão Orográfica Internacional Unificada do Sistema Alpesno (SOIUSA) dividiu em 2005 os Alpes em duas grandesPartes: Alpes Ocidentais e Alpes Orientais, separados pela linha formada pelo  Rio Reno - Passo de Spluga - Lago de Como - Lago de Lecco.
A secção alpina dos Pré-Alpes Eslovenos é formada pelos Pré-Alpes Eslovenos ocidentais, os Pré-Alpes Eslovenos orientais e os Pré-Alpes Eslovenos do nordeste.

### Classificação  SOIUSA
Segundo a SOIUSA este acidente geográfico com as seguintes características:
- Parte = Alpes Orientais
- Grande sector alpino = Alpes Orientais-Sul
- Secção alpina = Pré-Alpes Eslovenos
- Sub-secção alpina = Pré-Alpes Eslovenos orientais
- Código = II/C-36, II